# Xã Highland, Quận Wabasha, Minnesota
Xã Highland (tiếng Anh: Highland Township) là một xã thuộc quận Wabasha, tiểu bang Minnesota, Hoa Kỳ. Năm 2010, dân số của xã này là 462 người.